# Karluk (Alaska)
Karluk (Kal’uq o Kal’ut in lingua Alutiiq) è un CDP degli Stati Uniti d'America, situato nello Stato dell'Alaska e in particolare nel Borough di Kodiak Island.